# Ambassa hochstetteri
 Ambassa hochstetteri (Sch.Bip. ex Hochst.) Steez, 1864 è una piante angiosperma dicotiledone della famiglia delle Asteraceae. È anche l'unica specie del genere Ambassa Steez, 1864.

## Etimologia
Il nome scientifico della pianta è stato definito per la prima volta dal botanico Joachim Steetz (1804-1862) nella pubblicazione " Naturwissenschaftliche Reise nach Mossambique: auf Befehl Seiner Majestät des Königs Friedrich Wilhelm IV, in den Jahren 1842 bis 1848 ausgeführt von Wilhelm C.H. Peters. Berlin" ( Naturw. Reise Mossambique [Peters] 6(Bot., 2): 364) del 1864. Il nome scientifico del genere è stato definito per la prima volta dal medesimo botanico.

## Descrizione
Ambassa hochstetteri ha un habitus che varia da deboli arbusti a piccoli alberi. Spesso sulla superficie di queste piante sono presenti peli simmetrici a “T” e anche tricomi.
Le foglie sono disposte in modo alterno (raramente sono a spirale o opposte). Sono picciolate (lunghezza del picciolo 2-10 mm). La lamina in genere è intera, stretta o allargata; la consistenza può essere membranacea. Le venature normalmente sono pennate. I margini sono continui o seghettati. La superficie può essere pubescente.
L'infiorescenza è formata da numerosi capolini separati (sessili o peduncolati) spesso in formazioni corimbose ma anche solitari. La struttura dei capolini è quella tipica delle Asteraceae: un peduncolo sorregge un involucro a forma spesso campanulata composto da circa 40 squame (o brattee) disposte su circa 4 serie che fanno da protezione al ricettacolo sul quale s'inseriscono i fiori di tipo tubuloso. Le brattee dell'involucro, persistenti, a volte sono divise in esterne e interne. Il ricettacolo normalmente è sprovvisto di pagliette (ricettacolo nudo).
I fiori (da 20 a 25) sono tetra-ciclici (ossia sono presenti 4 verticilli: calice – corolla – androceo – gineceo) e pentameri (ogni verticillo ha in genere 5 elementi). I fiori sono inoltre ermafroditi e actinomorfi.
- Formula fiorale:

*/x K {\displaystyle \infty }, [C (5), A (5)], G 2 (infero), achenio
- Calice: i sepali del calice sono ridotti ad una coroncina di squame.
- Corolla: la corolla dei può essere pubescente oppure cosparsa di ghiandole; in altri casi i lobi possono essere sericei o spinosi. Il colore varia da blu a bianco.
- Androceo: gli stami sono 5 con filamenti liberi e distinti, mentre le antere sono saldate in un manicotto (o tubo) circondante lo stilo.[11] Le antere alla base sono arrotondate; in genere sono prive di ghiandole. Il polline è del tipo triporato (con le fessure di germinazione costituite da tre pori)[12]; con polline triporato la parte più esterna dell'esina è sollevata a forma di creste e depressioni ("lophato").
- Gineceo: lo stilo è filiforme con base provvista di nodi. Gli stigmi dello stilo sono due lunghi e divergenti; sono sottili, pelosi e con apice acuto. L'ovario è infero uniloculare formato da 2 carpelli. Gli stigmi hanno la superficie stigmatica interna (vicino alla base).[13]

I frutti sono degli acheni con pappo. Gli acheni hanno 10 coste. Sulla superficie degli acheni, setolosa, sono presenti dei tricomi oppure dei tubercoli; all'interno si può trovare del tessuto di tipo idioblasto e rafidi di tipo subquadrato da corti a elongati; non è presente il tessuto fitomelanina. Il pappo è formato da fragili e strette setole e persistenti squamelle.

## Biologia
- Impollinazione: l'impollinazione avviene tramite insetti (impollinazione entomogama tramite farfalle diurne e notturne).
- Riproduzione: la fecondazione avviene fondamentalmente tramite l'impollinazione dei fiori (vedi sopra).
- Dispersione: i semi (gli acheni) cadendo a terra sono successivamente dispersi soprattutto da insetti tipo formiche (disseminazione mirmecoria). In questo tipo di piante avviene anche un altro tipo di dispersione: zoocoria. Infatti gli uncini delle brattee dell'involucro si agganciano ai peli degli animali di passaggio disperdendo così anche su lunghe distanze i semi della pianta.

## Distribuzione e habitat
Le specie di questa voce si trovano principalmente in Africa centro-orientale.

## Tassonomia
La famiglia di appartenenza di questa voce (Asteraceae o Compositae, nomen conservandum) probabilmente originaria del Sud America, è la più numerosa del mondo vegetale, comprende oltre 23 000 specie distribuite su 1 535 generi, oppure 22 750 specie e 1 530 generi secondo altre fonti (una delle checklist più aggiornata elenca fino a 1 679 generi). La famiglia attualmente (2021) è divisa in 16 sottofamiglie.

### Filogenesi
Le specie di questo gruppo appartengono alla sottotribù Erlangeinae descritta all'interno della tribù Vernonieae Cass. della sottofamiglia Vernonioideae Lindl.. Questa classificazione è stata ottenuta ultimamente con le analisi del DNA delle varie specie del gruppo. Da un punto di vista filogenetico in base alle ultime analisi sul DNA la tribù Vernonieae è risultata divisa in due grandi cladi: Muovo Mondo e Vecchio Mondo. I generi di Erlangeinae appartengono al subclade relativo all'Africa tropicale e meridionale (l'altro subclade africano comprende anche specie delle Hawaii) frammisti ai generi di altre sottotribù; si tratta quindi di un clade non ancora ben risolto filogeneticamente.
La sottotribù, e quindi i suoi generi, si distingue per i seguenti caratteri:
- le specie della sottotribù sono principalmente di origine Africana;
- nella pubescenza sono presenti peli da asimmetrici a simmetrici a forma di "T";
- alcune specie hanno delle foglie pennate divise in segmenti;
- le infiorescenze in genere non sono sottese alla base da brattee fogliacee;
- il polline varia da triporato a tricolporato;
- gli acheni possono avere da 4 a 12 coste;
- il pappo è cupoliforme.

In precedenza la tribù Vernonieae, e quindi la sottotribù di questo genere, era descritta all'interno della sottofamiglia Cichorioideae.
I caratteri distintivi per le specie di questo genere sono:
- l'habitus varia da deboli arbusti a piccoli alberi;
- gli acheni hanno 10 coste;
- sono presenti peli simmetrici a “T” con peduncoli lungamente multisettati.

### Sinonimi
Sono elencati alcuni sinonimi per questa entità:
- Cacalia hochstetterii (Sch.Bip. ex Hochst.) Kuntze
- Cacalia jugalis  (Oliv. & Hiern) Kuntze
- Vernonia dekindtii  O.Hoffm.
- Vernonia hochstetteri  Sch.Bip. ex Hochst.
- Vernonia hochstetteri var. dekindtii  (O.Hoffm.) C.Jeffrey
- Vernonia hochstetteri var. kivuensis  (Humbert & Staner) C.Jeffrey
- Vernonia jugalis  Oliv. & Hiern
- Vernonia kivuensis  Humbert & Staner
- Vernonia koestlinii  Hochst.